# Arvando
Arvando (latino: Arvandus; fl. 464-469) è stato un prefetto romano di età imperiale.
Ricoprì per due volte la carica di Prefetto del pretorio delle Gallie, ma fu accusato di connivenza con i Visigoti, deposto e condannato.

## Biografia
Arvando era un originario della Gallia, un homo novus che era riuscito a risalire la gerarchia burocratica imperiale fino a quando, nel 464, venne nominato prefetto del pretorio per la Gallia dall'imperatore Libio Severo, con il consenso dell'influente magister militum Ricimero, vero signore dell'Impero romano d'Occidente; il compito di Arvando era molto difficile, in quanto il suo territorio era stretto tra i potenti regni barbarici e l'impero, ridotto ormai alla sola Italia, dopo la secessione di Egidio nel 461. Dopo la morte di Severo e un interregno senza imperatore d'Occidente, Arvando fu confermato dal nuovo imperatore, Antemio, eletto nel 467 per volere della corte orientale.
Nel 468 Arvando venne spogliato della propria carica e portato a Roma in catene, dove venne ospitato dal suo amico e carceriere, il comes sacrarum largitionum Eugenio Asello. Dalla Gallia giunsero tre inviati dell'aristocrazia gallo-romana, tra cui Tonanzio Ferreolo, i quali lo citarono in giudizio per tradimento. Durante il processo gli accusatori mostrarono una lettera, che il segretario di Arvando (anche lui incarcerato) ammise di aver scritto sotto dettatura del suo prefetto, con la quale questi consigliava al re dei Visigoti, Eurico, di non riconoscere il nuovo imperatore, imposto dalla corte orientale, di attaccare i Bretoni sull'altra riva della Loira, e di spartirsi la Gallia con i Burgundi. Il processo terminò con la condanna a morte dell'imputato, ma l'intercessione di un suo amico, il poeta e praefectus urbi gallo-romano Sidonio Apollinare, fecero sì che l'imperatore convertisse la condanna a morte nella confisca dei beni e nell'esilio (469).
La descrizione del processo di Arvando è contenuta in una lettera di Apollinare (i.7.3-13), e non fa riferimento all'intenzione di Arvando di ottenere la porpora imperiale; Cassiodoro, invece, dice esplicitamente che Arvando cercò di diventare imperatore, confermando poi che fu l'intercessione di Apollinare a salvargli la vita (Cronache, 1287, s.a. 469).